# Johannes Clauberg

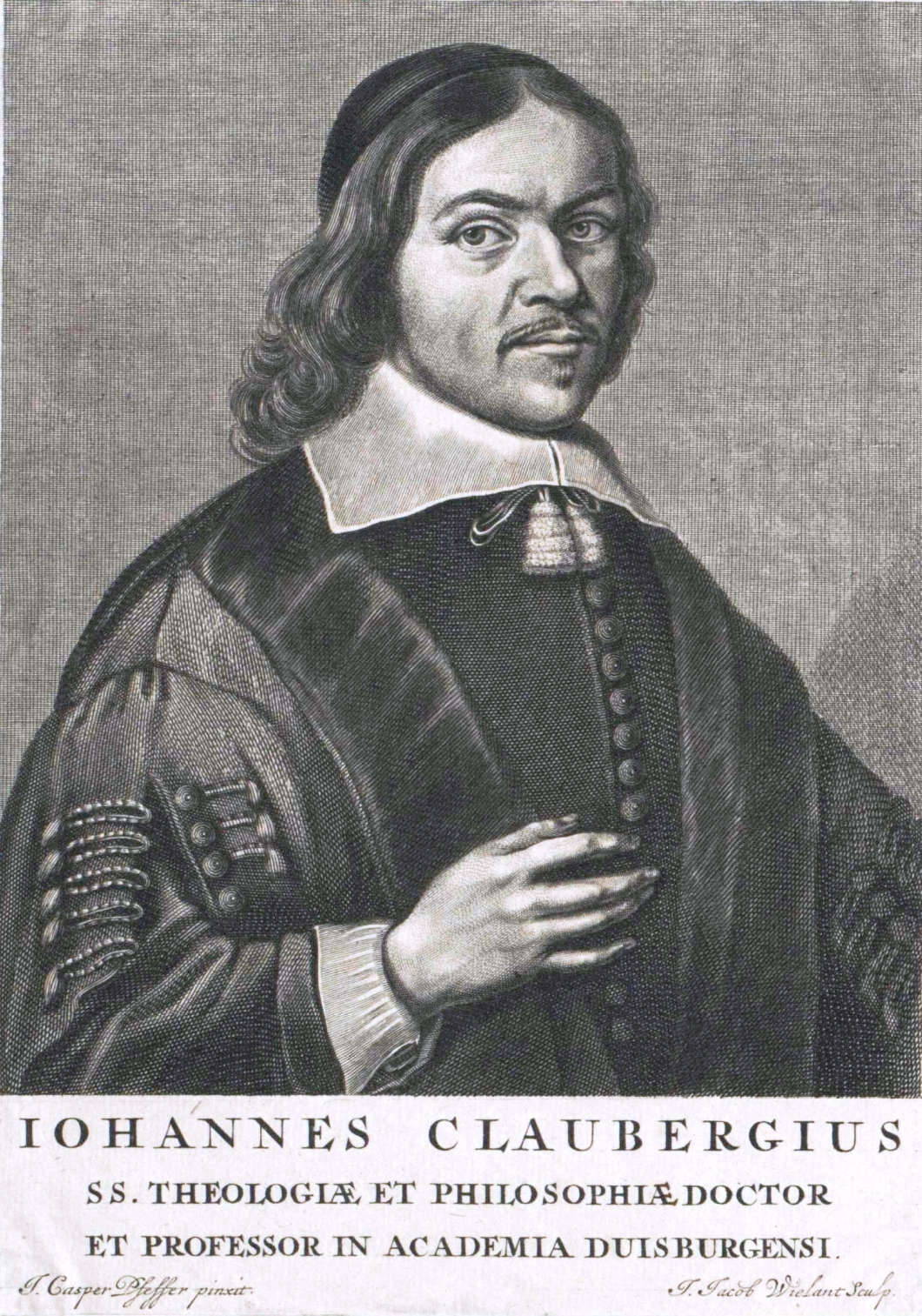
Johannes Clauberg, Stich von J. Wielant

Johannes Clauberg (* 24. Februar 1622 in Solingen; † 31. Januar 1665 in Duisburg) war ein deutscher Theologe und Philosoph.

## Leben
Clauberg war der Sohn des Klingenkaufmanns Johann Clauberg und Teil eines verdienten Familienkreises, der zu jener Zeit ein Fünftel der Solinger Ratsstellen stellte.
Er studierte zunächst am Gymnasium Bremen und dann ab April 1644 an der Universität Groningen Philosophie, Theologie und orientalische Philologie (Hebräisch) und schloss sein Studium dort 1646 mit zwei Disputationen und den im Folgejahr veröffentlichten Elementa Philosophiae sive Ontosophia ab. Er erhielt einen Ruf an die Hohe Schule Herborn, ging jedoch nach Aufenthalten in Paris und England zunächst nach Leiden, um auf Empfehlung bei dem Mediziner Johann de Raey (1622–1702) Vorlesungen über Naturphilosophie zu hören und sein Studium der Philosophie Descartes’ zu vertiefen, die ihm zuerst durch seinen Groninger Lehrer und Freund Tobias Andreae (1604–1676) aus Braunfels nahegebracht worden war. 1649 ging er als Professor für Theologie und Philosophie nach Herborn. Als ihm dort unter Androhung der Amtsenthebung verboten wurde, in seiner Lehre weiter den Cartesianismus zu vertreten, ging er 1651, gefolgt von zahlreichen seiner Studenten, als Professor für Philosophie nach Duisburg und unterrichtete zunächst am dortigen Gymnasium am Burgplatz. Als Professor für Theologie wurde vom Duisburger Magistrat auch sein Studienfreund Christoph Wittich berufen, mit dem er bereits die meisten Stationen seines akademischen Werdegangs – in Bremen, Groningen, Leiden und Herborn – geteilt hatte.
Pläne zur Gründung einer Universität Duisburg hatten schon seit Mitte des 16. Jahrhunderts bestanden, als Herzog Wilhelm V. von Jülich-Kleve-Berg den Humanisten Andreas Masius mit einer entsprechenden Planung beauftragte, 1564 und 1565 auch Bestätigungen von Papst Pius IV. und Kaiser Maximilian II. erhielt, anschließend seinen Plan aber nicht mehr weiterverfolgte. Nachdem Duisburg in der Folge des Jülich-Klevischen Erbfolgestreites zu Brandenburg-Preußen gekommen war, richteten die kleve-märkischen Stände 1641 die Bitte an Kurfürst Friedrich Wilhelm, eine Universität für die Landeskinder einzurichten. 1654 unterzeichnete der Kurfürst von Brandenburg die Gründungsurkunde für die sog. „Alte Universität“, die dann am 14. Oktober 1655 feierlich eröffnet wurde und bis 1818 bestand. Clauberg gehörte zu den Gründungsmitgliedern, war der erste Rektor und hatte bis zu seinem Tod eine Professur für Theologie inne. Daneben hielt er auch an der Philosophischen Fakultät Vorlesungen über Ethik und Politik.
Clauberg wurde in der Duisburger Salvatorkirche beigesetzt, in der eine Gedenkplatte mit einem Epitaph an ihn erinnert.
Nach Clauberg wurde das im Jahr 2010 geschlossene Clauberg-Gymnasium Duisburg-Hamborn benannt, das 1966 als zweites Städtisches Gymnasium für Jungen gegründet und ab 1971 als koedukatives Gymnasium geführt wurde.

## Werke
- Elementa Philosophiae sive Ontosophia, 1. Ausg. Groningen, bei Johannes Nicolai, 1647, Vorwort 20. Juni 1646; 2., auf den Hauptteil zur Ontosophia beschränkte, um neue Kapitel ergänzte und überarbeitete Ausgabe, 1660; 3., überarb., erw. und mit Anmerkungen versehen, 1664
- Defensio Cartesiana. Elzevir, Amsterdam 1652. (Digitalisat)
- Logica vetus et nova. Amsterdam 1658. (Digitalisat)
- Paraphrasis in R. Descartes meditationes de prima Philosophia. Duisburg 1658. (Digitalisat)
- Johannis Claubergii physica, quibus rerum corporearum vis & natura, mentis ad corpus relatae proprietates, denique corporis ac mentis arcta & admirabilis in homine conjunctio explicantur. Elzevir, Amsterdam 1664.
- Opera omnia philosophica, postum hrsg. von Johann Thedoro Schalbruch, 1691, Nachdruck Olms, Hildesheim 1968